# گابریل د نوزو
گابریل د نوزو (انگلیسی: Gabriele De Nuzzo؛ زادهٔ ۱۲ سپتامبر ۱۹۹۹) بازیکن فوتبال است.